# 晏江設治局
晏江设治局，民國時設置於绥远省的設治局，位于绥远西部，今内蒙古自治区中部。

## 历史沿革
民国三十一年（1942年）4月，由五原县西部析置，局所驻刘长镇，属绥远省第三行政督察区。11月，迁驻塔尔湖（今内蒙古自治区五原县塔尔湖镇）。民国三十三年（1944年）4月，改县，是为晏江县。